# Stolnica svete Trojice, Sibiu

Stolnica svete Trojice (romunsko Catedrala Sfânta Treime din Sibiu) je v mestu Sibiu v Romuniji in je sedež romunskega pravoslavnega nadškofa Sibiuja in metropolita Transilvanije. Zgrajena je bila v slogu bizantinske bazilike  po zgledu  Hagije Sofije z glavnimi stolpi v slogu transilvanske cerkvene arhitekture z baročnimi elementi.
Gradnjo pravoslavne stolnice v Sibiuju si je zamislil metropolit Andrei Şaguna, ki je jeseni leta 1857 prosil cesarja Franca Jožefa I., da je dovolil poslati okrožnico škofiji, v kateri so zahtevali, da duhovniki in laiki dajejo donacije. To leto je poslal pismo pred božičem, prvi donator pa je bil sam cesar, ki je dal 1000 zlatih kovancev, sledil je guverner v Transilvaniji s 50, Şaguna z 2000 florini in mnogi drugi. Donacije so še naprej prihajale tudi po smrti Şagune leta 1873; temeljni kamen je bil postavljen 18. avgusta 1902, ko je bil metropolit Ioan Meţianu. Da bi pridobili prostor za gradnjo stolnice, je bilo treba porušiti osem hiš v bližini, prav tako pa je bila zgrajena majhna grška cerkev 1797–1799, ki je bila do tedaj stolnica.
Delo, ki ga je usklajeval mestni arhitekt Iosif Schussnig, se je začelo leta 1902 in je bilo končano leta 1904, ko je bila izdelana bakrena streha. Načrt, ki sta ga pripravila Virgil Nagy in Iosif Kamner iz Budimpešte, je bil izbran med načrti, ki jih je predložilo 31 glavnih avstrijskih in madžarskih arhitektov. 13. decembra 1904 so bili blagoslovljeni štirje zvonovi in postavljeni v dva glavna zvonika (med prvo svetovno vojno je avstro-ogrska vojska tri zvonove v zahodnem stolpu uporabila za topove in niso bili nadomeščeni do leta 1926). Ikonostas in kliros sta bila izdelana v podjetju Constantina Babića v Bukarešti. Vgrajena je bila tudi električna razsvetljava. Ikonostas (pozlačen izrezljan les) in kupolo (ki prikazuje Kristusa Pantokratorja, ki ga obkrožajo angeli) je poslikal Octavian Smigelschi iz bližnje vasi Ludoş. 
Zunanjost je iz rdeče in rumene opeke. Prostorno ladjo obkrožajo manjše sferične strehe in štirje stolpi: dva manjša osmerokotna in dva večja blizu vhoda kvadratnega tlorisa, ki se na območju zvonika spremenita v osmerokotnik. Vrhovi stolpov so oblikovani kot dvojne žarnice z lanterno na sredini. Glavni vhod je skozi portik s tremi polkrožnimi vrati. Za tem in med glavnimi stolpi je velik polkrožen vestibul s podobno oblikovanim vitražnim oknom, medtem ko je zunanjost okrašena z okroglimi mozaiki, ki prikazujejo Jezusa in štiri evangeliste. Stolnica je 53,10 m dolga in 25,40 m široka v središču, kupola je 24,70 m visoka (34,70 m na zunanji strani) in 15 m v premeru, medtem ko so stolpi visoki 43 m (45 m vključno s križi).
30. aprila 1906 je metropolit Meţianu, ki sta se mu pridružila njegov soškof iz Arada Ioan Papp in skupina duhovnikov in diakonov, posvetil stolnico. Prisoten je bil tudi Nicolae Iorga; daroval je srebrn enkolpion (prsni medaljon s podobo Kristusa ali Device Marije, ki ga nosijo škofje) in dragoceno ikono. Stolnica je bila po odprtju večkrat obnovljena in izboljšana: zidovi so bili okrašeni z neobizantinskimi slikami Iosifa Keberja in Anastasieja Demiana, dodani pa so bili liturgični predmeti, zavese, knjige in ozvočenje. 

## Galerija
- Stolnica pozimi
- Glavni vhod
- Detajl: kupola in druge strehe
- Ladja in ikonostas
- Zunanjost
- Stara stolnica